# Rimas Kurtinaitis
Rimas Kurtinaitis (15 de mayo de 1960 en Kaunas, URSS). Es un antiguo jugador de baloncesto de las selecciones de la Unión Soviética y Lituania.

## Trayectoria como jugador
Jugaba de escolta, medía 1,96 metros, y era uno de los mejores triplistas europeos en los años 80. En 1997 accedió al puesto de ministro del deporte en su país natal. En 2003 fue seleccionado como entrenador de la selección de Azerbaiyán. 
El exjugador de Argal Huesca y Real Madrid no ha dejado de estar vinculado al Baloncesto desde su retirada, en 2002. 

## Trayectoria como entrenador
Desde entonces ha ocupado el cargo de Ministro de Deportes en Lituania, Seleccionador de Azerbaiyán, entrenador del Lietuvos Rytas.
En el 2010 empieza la temporada entrenando al VEF-Riga, que se ha hecho con los servicios de Ramunas Butautas para sustituirle. En marzo de 2011 firma con el BK Jimki dónde sustituiría a Meleschenko, entrenador interino desde la renuncia de Sergio Scariolo tras no conseguir el pase para el Top-16 de la Euroliga.
Más tarde, Rimas entrenaría al Lietuvos rytas Vilnius en dos etapas diferentes y al Khimki también, de 2011 a 2016 y desde 2019 a 2021.

## Clubs como jugador
- 1984-89 Zalgiris Kaunas.
- 1989-92 Brandt Hagen.
- 1992-93 Zalgiris Kaunas.
- 1992-93 Argal Huesca. Entra por el lesionado Valeri Tikhonenko con contrato temporal.
- 1992-93 Zalgiris Kaunas.
- 1992-93 Towsville Suns.
- 1993-94 Real Madrid.
- 1994-95 Real Madrid. Cortado por lesión
- 1995-96 Zalgiris Kaunas.
- 1996-97 Chalons Saone.
- 1996-97 Angers Anjou BC. Entra por Craig Brown.
- 1997-98 Atletas Kaunas.
- 1998-99 Lietuvos Vilnius.
- 2001-02 BK Kiev.
- 2002-04  Gala BC Baku. Entrenador-jugador.

## Clubs como entrenador
- 2002–06 BC Gala Baku
- 2006 Ural Great
- 2007 Sakalai Vilnius
- 2007–08 Śląsk Wrocław
- 2008 Prokom Trefl Sopot (Asistente)
- 2008-09 Lietuvos rytas Vilnius
- 2010-11 VEF Riga
- 2011-16 Khimki
- 2016 Pallacanestro Cantù
- 2017–18 Lietuvos rytas Vilnius
- 2019–21 BK Jimki

## Palmarés a nivel de clubes
- Campeón de la URSS con el Žalgiris Kaunas 1984-1985, 1985-1986, 1986-1987
- Campeón en la ACB con el Real Madrid 1993-94,
- Campeón de la liga de Lituania Žalgiris 1995-1996
- MVP de la liga lituana con el Žalgiris 1996
- MVP del partido de las estrellas de la liga lituana 1996

## Palmarés individual
- Máximo anotador en la final de la Copa Saporta. 1985
- Máximo anotador de la Liga Alemana de Baloncesto. 1990.

## Curiosidades
- Único jugador en participar en un Concurso de Triples de la NBA sin jugar en un equipo de esa liga. 1989.
- Campeón del Concurso de Triples del All-Star Game de la Liga Alemana de Baloncesto (BBL). 1991.
- Primer europeo en jugar en la Liga de Baloncesto de Australia. 1993.